# Mainstream Rock Tracks
Mainstream Rock Tracks és una llista de Billboard de les cançons més reproduïdes en les ràdios mainstream, una categoria que inclou emissores que radien principalment música rock però que no són de rock modern (o alternatiu), que són explicades en Modern Rock Tracks.

## Història
La llista va començar el 21 de març de 1981, com a part de Billboard. Originalment es deia Rock Tracks, i anava acompanyada dels Rock Albums, que va desaparèixer el 1984 (tot i que una nova llista va ser introduïda recentment amb el mateix nom). Abans d'això, Billboard no comptabilitzava en una llista específica les cançons de rock. El més semblant a això era l'Album Radio Action que esmentava alguns àlbums (però no cançons) que rebien molta difusió en emissores d'Album Oriented Rock. El Rock Tracks llistava originalment 60 cançons. La primera cançó número u va ser «I Can't Stand It», d'Eric Clapton.